# La Ráfaga
La Ráfaga fue un periódico publicado en Vigo entre 1914 y 1935, de cuatro páginas con la última de publicidad como era costumbre en la época.

## Historia y características

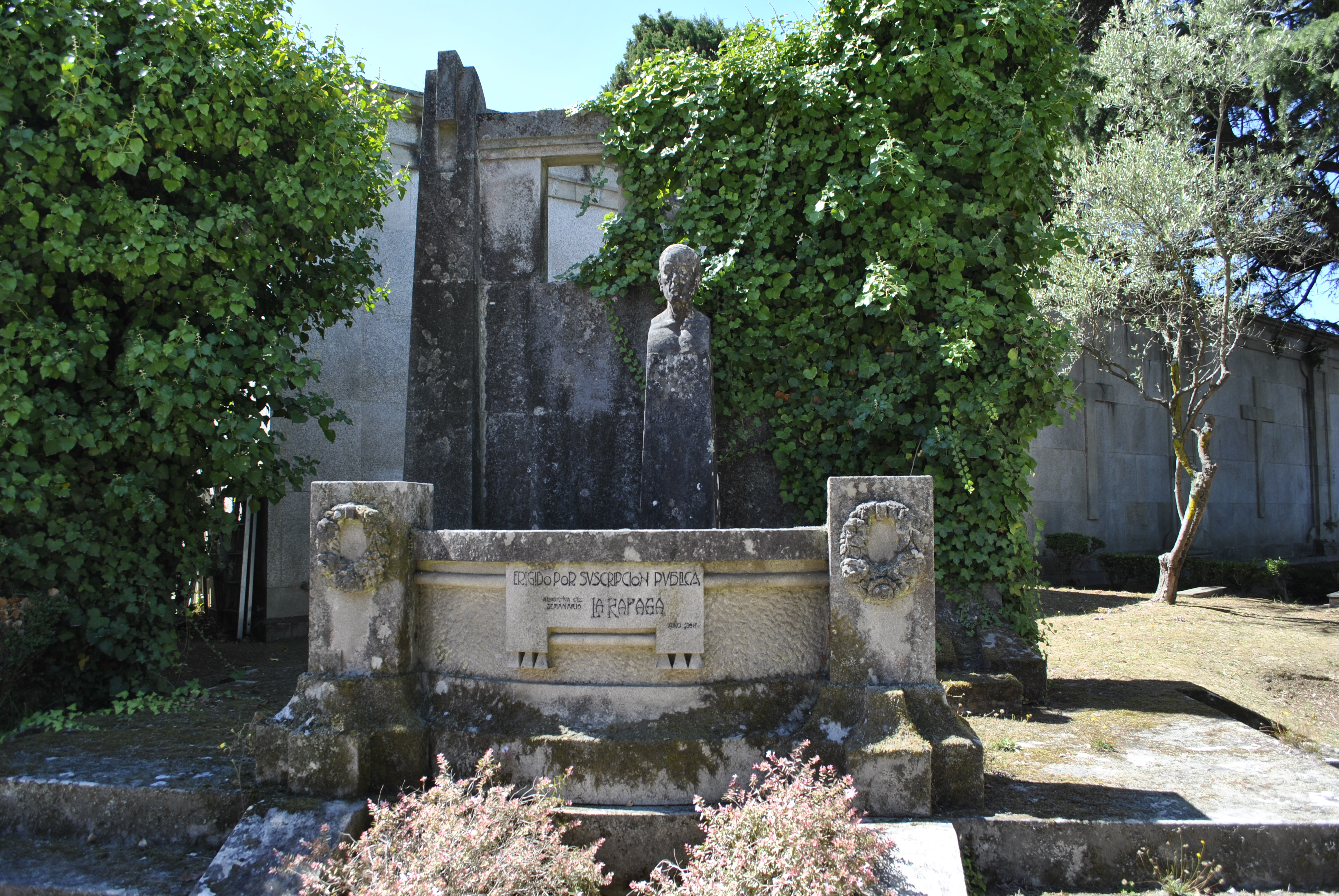
Al maestro Elías Pérez Martínez, por iniciativa de La Ráfaga.

Subtitulado Semanario satírico, apareció el 4 de abril de 1914. Estuvo dirigida por Francisco Vidales Canal (que renunció en diciembre de 1914), Aquilino Parada, Miguel Campos Peña, Ramón Campos Peña y Ceferino Maestú Novoa. Fueron sus redactores Ricardo Trillo y Humberto Cuíñas. Entre sus colaboradores figuraron José Signo y "Andrés de Brizeux"; tenía una sección crítica titulada "Aturuxos" escrita por Rogelio Rivero. Interrumpió su publicación en 1915, para volver a reaparecer en septiembre de ese año. Volvió a cerrar en la dictadura de Primo de Rivera y su director fue a prisión en 1925 por defender la libertad de expresión. En 1918 se organizó un homenaje al maestro Elías Pérez Martínez. Cesó su publicación en 1935.